# La pared (novela)
La pared es una novela de ficción distópica de la escritora austríaca Marlen Haushofer de 1963. Es la tercera y más exitosa obra de la entonces autora y describe la vida de una mujer que se ve aislada de la civilización por una pared invisible que aparece de improviso.
La novela ganó el Premio Arthur Schnitzler en 1963.
La adaptación cinematográfica se estrenó en los cines en octubre de 2012 con título homónimo.

## Argumento
No se especifica explícitamente el lugar y el tiempo de la acción, pero puede ubicarse en las décadas de 1960 a 1980, por la tecnología evocada: autoradio y amenaza atómica.
La protagonista, de cuarenta años, que no se nombra, actúa en la novela como narrador en primera persona. Es viuda y tiene dos hijas ya casi adultas. En las primeras frases describe su situación existencial: "Hoy, 5 de noviembre, comienzo este informe. Escribiré todo con la mayor precisión posible. Ni siquiera sé si hoy es realmente el cinco de noviembre. El miedo me asalta por todos lados y no quiero esperar a que me alcance y me abrume. Escribiré hasta que oscurezca, este trabajo nuevo y fuera de lo común hará que mi cabeza esté cansada, vacía y soñolienta." A continuación cuenta lo que aconteció.
La narradora viaja con su prima Luise y Hugo, el marido de Luise, a un pabellón de caza en las montañas para pasar allí un fin de semana. Por la noche la pareja va a cenar a un restaurante en el valle. A la mañana siguiente, la narradora se extraña de que sus compañeros no hayan retornado aún y sale a buscarlos. A la salida del desfiladero, el perro de la pareja, que se había quedado en la choza, se golpea repentinamente el hocico contra una barrera invisible. Observando el valle con sus binoculares, la protagonista ve a un hombre que parece petrificado en el acto de sacar agua de un pozo. Parece como si una gran desgracia hubiera provocado que todos los seres vivos hubieran quedado congelados en la última acción que estaban ejecutando. La protagonista está protegida de lo acontecido por el misterioso muro y al mismo tiempo atrapada detrás de él. La irritante estructura, bautizada "pared” por la protagonista, es completamente transparente, fría, robusta y resistente. No se adentra mucho en la tierra, ya que el agua de un arroyo puede filtrarse por debajo y continuar su curso más allá. La narradora se adapta rápidamente a la situación: "Golpeé mi puño contra la pared. Me dolió un poco, pero no pasó nada. Y de repente ya no tenía ganas de romper la pared". Si bien la pared es el gran enigma, pasa a lo largo de la narración a un segundo plano. Dado que el área delimitada por la pared se extiende sobre varios cotos de caza, la mujer, aislada, aprende poco a poco a alimentarse de las provisiones restantes, los frutos y animales del bosque y de su jardín. Además de preocuparse por su propia existencia, se ocupa de varios animales que viven en el predio: además del perro, varios gatos y, sobre todo, de Bella, una vaca preñada. Durante el tercer invierno después de la catástrofe está escribiendo su informe donde narra lo sucedido, sin saber si alguien lo leerá alguna vez. Desarrolla una distancia cada vez mayor hacia su vida anterior, lo que es particularmente evidente cuando considera su relación con sus hijas, cuyo destino es incierto.
Un día, al regresar de una excursión, la protagonista se encuentra de improviso con un hombre alienado que mata con un hacha al ternero y al perro Lince, que intentaba detenerlo. La mujer, a su vez, mata con su rifle sin titubear al intruso.
La historia termina de forma parcialmente optimista, Entre otras cosas, dice: "Desde esta mañana sé con certeza que Bella tendrá un ternero. Y, quién sabe, tal vez vuelva a haber gatitos después de todo”. La protagonista pospone su partida, que ha considerado en repetidas ocasiones, a pesar de haberse quedado sin munición y fósforos. Sabe que "El recuerdo, la tristeza y el miedo permanecerán, y el trabajo duro, mientras viva."

## Antecedentes
Marlen Haushofer mencionó en una charla: “El material para La pared siempre debe haber estado allí (…) Lo cargué durante varios años, pero ni siquiera tomé notas (…). Tampoco hablé con nadie al respecto". En la década de 1950, la autora vivía con su familia en el centro de Steyr, más recientemente en la casa de Pfarrgasse 8. Esta casa unifamiliar de varios cientos de años no solo era estrecha y pobremente climatizada, sino que también albergaba una carnicería. Esto la estresó mucho, como escribió en una carta a su mentor Hans Weigel.
A fines del verano de 1960, la familia se mudó a Taborweg 19, una casa de dos familias con jardín y calefacción central en el distrito de Tabor. Solo entonces, en noviembre de 1960, Haushofer comenzó a escribir la novela. El título provisional era inicialmente La pared de cristal, pero lo cambió a La pared mientras aún estaba trabajando en el manuscrito. La primera transcripción todavía estaba escrita en tercera persona y el posterior narrador anónimo en primera persona se llama Isa y el perro Maxi (más tarde: Lince).
El modelo para el pabellón de caza fue la Lackenhütte en Ramsau, una parte de Mollner, construida en 1924 y aproximadamente a una hora a pie del pabellón forestal de Effertsbach. El pasto alpino al que se traslada la narradora con los animales en verano está basado en el Haidenalm.
Para detalles sobre animales y plantas, la autora buscó el consejo de su hermano Rudolf, quien había completado sus estudios en silvicultura. Dejó la configuración de los signos de puntuación y los párrafos en el texto mecanografiado a su mentor Hans Weigel. Para la publicación, Haushofer pasó de la editorial austriaca Zsolnay a S. Mohn (Gütersloh).

## Recepción e interpretación
La novela se puede leer de muchas maneras diferentes. Puede entenderse como una crítica radical a la civilización, que devuelve a las personas a la naturaleza y las priva de bienes culturales como el Mercedes Benz de los propietarios de la cabaña, que poco a poco se convierte en algo absurdo y superfluo. Vista positivamente, muestra la capacidad humana de supervivencia y la posibilidad de purificarse. Por otro lado, acongoja la forma de vida solipsista y aislada de la narradora. Haushofer dijo al respecto: “La pared a la que me refiero es en realidad un estado mental que de repente se vuelve visible para el mundo exterior. ¿No hemos levantado muros por todas partes? ¿No lleva cada uno de nosotros consigo una pared hecho de prejuicios?"
El otro sobreviviente, un hombre, que aparece por un corto lapso, resulta ser tan agresivo que la protagonista se ve obligada a matarlo. Una lectura relacionada con esto ha interpretado la novela como una crítica al patriarcado.
Las características de una robinsonada son claramente reconocibles: una persona se ve forzada inesperadamente y sin culpa propia a vivir en una isla solitaria (o bosque solitario) y debe adquirir de nuevo determinadas técnicas que son necesarias para poder sobrevivir. También está el encuentro profundamente inquietante con otra persona. Aquí, sin embargo, a diferencia de Robinson Crusoe, el encuentro termina inmediatamente en una catástrofe.
El motivo de la pared aparece nuevamente en su novela para niños Himmel, der nirgendwo endet (El cielo que no termina en ninguna parte) de 1966, que es fuertemente autobiográfica. Allí dice: “Poco a poco se va levantando una pared entre madre e hija. Una pared que Meta solo puede saltar en una carrera salvaje; de cabeza en el delantal azul, en un abrazo que casi disloca el cuello de mamá y le arranca el pelo del moño.” Desde este punto de vista, la posición del narrador también puede entenderse como una metáfora de la soledad humana, como encarcelamiento en el ego. Henner Reitmeier adopta esta perspectiva en su artículo en Relaxikon sobre Haushofer. Además, Reitmeier llama la atención sobre una -supuestamente- grave debilidad en la construcción de la novela. Al principio, tras chocar con la barrera invisible a la salida del desfiladero, el narrador en primera persona no tiene forma de saber cuál será el alcance del destino. Ella interrumpe una breve investigación del curso del misterioso muro para dedicarse a una vaca que se había lastimado queriendo volver al establo. Sin embargo, inmediatamente asume que está aislada en la cañada de la montaña, pero esto solo se confirma semanas después en una caminata a los pastos alpinos.
Se puede suponer que la protagonista, a pesar de la tragedia de la pérdida y el abandono, ve la situación como deseable: la pared la obliga a enfrentar su miedo y ya no puede huir de sí misma. Se ha también opinado que la pared "parece protegerla, dándole la oportunidad de cambiar y repensar sus prioridades." "Ser privado de la civilización es mitad castigo, mitad liberación. El nuevo comienzo en un mundo desconocido descarta todo lo viejo, todo lo malo, lleva la pura existencia al primer plano."
La evaluación de lo sucedido, y especialmente de la pared, por parte de la protagonista, tiene características especiales: "La pared también mató el aburrimiento, entre otras cosas [...] Tal vez la pared fue solo el último intento desesperado de un ser humano atormentado que tenía que escapar, escapar o volverse loco." Y también: "Si esto era la muerte, había llegado muy rápida y suavemente, de una manera casi amorosa." Achim Würker señala que a la pared, como arma, le es atribuida una calificación irritantemente positiva.
Lisa Cornick considera que la novela es un ejemplo de "ficción basada en premisas", en la que Haushofer introduce una "única premisa extraordinaria al revisar el realismo de la pared imaginaria, pero deja que todo lo demás en la historia se ajuste a lo que uno podría esperar en el mundo real."
Oskar Jan Tauschinski asigna la novela al realismo mágico: Una vez que has aceptado la inexplicable existencia de la pared, todo lo demás sigue con "[...] la implacabilidad de una antigua tragedia [...]" La tensión radica en el descripción fáctica, seca y precisa de los hechos. Los temas no son solo el "microcosmos matriarcal" que crea la protagonista, sino también el aislamiento que afecta a la mayoría de las personas pensantes desde la mediana edad. Tauschinski resume la desesperanza y la falta de futuro o la "frialdad del espacio" de la novela de la siguiente manera: "¡No esperes nada y sigue esforzándote por sobrevivir con todas tus fuerzas! Estás solo. No eres de utilidad para nadie. ¡Y si se encontrara a alguien cerca de ti, ten por seguro que sería tu enemigo mortal!”
El libro también ha sido descrito como una novela de desarrollo (Entwicklungsroman) del siglo XX, que explora los "aspectos psicológicos, más que sociohistóricos, del proceso de maduración de la heroína". Daniela Strigls ve en la novela "la fantasía más radical de una vida autodeterminada."
Más allá de los enfoques anteriores, la novela también puede ser leída como la historia de una coexistencia armoniosa de humanos y animales en una naturaleza en gran parte intacta. En algunos pasajes hay incluso rasgos de una historia de gatos, que la autora retomó en el libro para niños Bartls Abenteuer (1964). Más allá de ello, la novela es una utopía presentada en un lenguaje sencillo, pero muy preciso, que parece oscilar entre la rebelión y el perdón, y que quizás sea precisamente por eso su obra más popular.
Doris Lessing elogió la obra: La pared es una novela maravillosa. No es frecuente que se pueda decir que solo una mujer podría haber escrito este libro, pero las mujeres en particular comprenderán la devoción amorosa de la heroína por los detalles para hacer una vida sostenible, cada día es sentido como una victoria contra todo lo que nos quiere socavar y destruir. Es tan absorbente como Robinson Crusoe.
La novela ha influido a autores como la ganadora del Premio Nobel Elfriede Jelinek, quien dedicó una de sus Princess Plays a Haushofer, citando específicamente a La Pared.

## Adaptación cinematográfica
En 2010 y 2011, el director austriaco Julian Pölsler filmó la novela. La película fue protagonizada por Martina Gedeck y producida por Coop99 y Starhaus Filmproduktion. Tuvo su estreno en la Festival Internacional de Cine de Berlín.

## Social Media
En 2019, la bloguera francesa Diglee descubrió accidentalmente el libro, que nunca antes había visto en una librería. Estaba tan impresionada que publicó sus impresiones en Instagram. Esto provocó tal avalancha de compradores, que la editorial Actes Sud tuvo que reimprimirlo en una "operación de emergencia". "Desde entonces, la novela ha estado en auge en toda Francia en el espíritu de un nuevo ecofeminismo".